# Сормовсько-Мещерська лінія
Со́рмовсько-Меще́рська лінія (рос. Со́рмовско-Меще́рская линия) — друга лінія Нижньогородського метрополітену. 

## Історія
Початкова ділянка відкрилася у 1993 році, але до відкриття станції «Горьківська» у 2012 році працювала як частина Автозаводської лінії. До відкриття станції «Стрілка» здійснювався виделковий рух, зі станції «Московська» частина потягів прямувала до «Горьківської», а частина - до станції «Буревісник». З 13 червня 2018 року здійснюється повноцінний незалежний рух потягів на лінії.

### Хронологія розвитку
- 20 грудня 1993 — відкриття початкової ділянки «Московська»—«Бурнаковська» з 3 станцій та 2,6 км.
- 9 вересня 2002 — розширення лінії на 1 станцію та 1,4 км, ділянка «Бурнаковська»—«Буревісник».
- 12 червня 2018 — розширення на 1 станцію та 3,1 км, ділянка «Московська»—«Стрілка»

## Пересадки
Єдина станція з пересадкою на лінії — «Московська».
| № | Пересадка на лінію  | Зі станції | Пересадка                 |
| - | ------------------- | ---------- | ------------------------- |
|   | Автозаводська лінія | Московська | Кросплатформова пересадка |

## Депо та рухомий склад
На лінії немає власного депо, рухомий склад обслуговується на єдиному в місті депо ТЧ-1 «Пролетарське». У віддалені перспективі планується будівництво власного депо ТЧ-2 «Сормовське», станеться це при продовженні лінії в район Сормово, конкретна дата невідома.  

## Інтервал руху
По будням інтервал руху починається від 6 хвилин у годину пік до 10 хвилин після 20:00. У вихідні дні інтервал складає 10 хвилин.